# Gaston Cailleux
Gaston Cailleux foi um velejador francês, medalhista olímpico. Ele competiu em ambas as regatas da classe 0 – ½ Ton nos Jogos Olímpicos de Verão de 1900, a bordo do Sarcelle, conquistou a medalha de bronze no final da primeira corrida e terminou em quarto lugar no final da segunda ao lado de seus companheiros Henri Monnot e Léon Tellier.